# کریستی والش
کریستی والش (انگلیسی: Christy Walsh؛ ۱۹۲۰ – ۱۲ ژانویهٔ ۱۹۸۵) بازیکن بسکتبال اهل جمهوری ایرلند بود. وی در بازی‌های المپیک تابستانی ۱۹۴۸ شرکت کرده‌است.